# Spelaeoniscus coiffaiti
Spelaeoniscus coiffaiti là một loài chân đều trong họ Spelaeoniscidae. Loài này được Vandel miêu tả khoa học năm 1961.